# Casama richteri
Casama richteri är en fjärilsart som beskrevs av Daniel 1960. Casama richteri ingår i släktet Casama och familjen tofsspinnare. Inga underarter finns listade i Catalogue of Life.